# Potu bělokřídlý
Potu bělokřídlý (Nyctibius leucopterus) je druh ptáka z řádu potuů, který se vyskytuje v Jižní Americe.

## Systematika
Potu bělokřídlý byl původně považován za konspecifický (náležící ke stejnému druhu) k potuovi andskému (Nyctibius maculosus). Potua bělokřídlého jako samostatný druh poprvé popsal Prince Maximilian of Wied-Neuwied v roce 1821. Poté po řadu let byl taxon znám pouze ze dvou muzejních exemplářů a ke znovuobjevení druhu došlo až v roce 1993. Jedná se o monotypický taxon.

## Popis
Délka těla dosahuje 24–29 cm, váha se pohybuje kolem 77–85 g. Opeření je většinou šedohnědé. Velké duhovky jsou žluté. Ocas je poměrně krátký, svrchu tmavě hnědý a zespoda světlý. Na loketních letkách se nachází výrazný bílý flek.

## Biologie
O biologii druhu je známo jen minimum informací. Živí se menším až středně velkým hmyzem, který chytá v noci z vyvýšených stanovišť.
Potu vydává strašidelné, melancholické hvízdavé zvuky, typicky v měsícem prosvícených nocích. Zpěv potua je klesavý, trvá kolem 4 vteřin a připomíná feeeoooooo. Někdy se ozývá jen krátkým buíp.

## Rozšíření a populace
Potu bělokřídlý je rozšířen v nížinatých lesích Amazonie, konkrétně v severní a východní Brazílii, Guyanách, východním Peru a ve Venezuele. Druh se patrně vyskytuje ve volné přírodě pouze vzácně. Jeho celková populace není známa. Druh je patrně ohrožen destrukcí habitatu, Mezinárodní svaz ochrany přírody hodnotí potua bělokřídlého jako málo dotčený druh.